# Le Chanteur masqué
Albums de Robert Charlebois
Cartier (l'opérock)
(1992) Doux Sauvage
(2001)
Le Chanteur masqué est un album de chansons de Robert Charlebois sorti en 1996.
Son titre fait référence au masque porté par un joueur de hockey sur glace.

## Titres
| No  | Titre                                                      | Auteur                              | Durée |
| --- | ---------------------------------------------------------- | ----------------------------------- | ----- |
| 1.  | J'voulais pas y aller                                      | Réjean Ducharme / Robert Charlebois | 3:36  |
| 2.  | Le chanteur masqué                                         | Michel Colucci / Robert Charlebois  | 3:33  |
| 3.  | Une bonne fois                                             |                                     | 4:00  |
| 4.  | Famille composée (ne figure pas sur le CD édité en France) | Laval Bélanger / Robert Charlebois  | 3:25  |
| 5.  | Le plus tard possible                                      | Jean-Jacques Goldman                | 4:25  |
| 6.  | Ailleurs                                                   | Daniel Thibon / Robert Charlebois   | 4:18  |
| 7.  | Le batteur du diable                                       | Lewis Furey / Robert Charlebois     | 3:59  |
| 8.  | Un tour en Gaspésie                                        | Réjean Ducharme / Robert Charlebois | 5:04  |
| 9.  | Une ville bien ordinaire                                   | Réjean Ducharme / Robert Charlebois | 4:22  |
| 10. | Léonie                                                     | David Mac Neil / Robert Charlebois  | 3:27  |
| 11. | Les années de Gaulle                                       | David Mac Neil / Robert Charlebois  | 3:26  |
| 12. | Hymne au désamour                                          | Marie Dabadie / Robert Charlebois   | 4:14  |
| 13. | Le vent                                                    | David Mac Neil / Robert Charlebois  | 3:44  |